# Erik Lönnroth

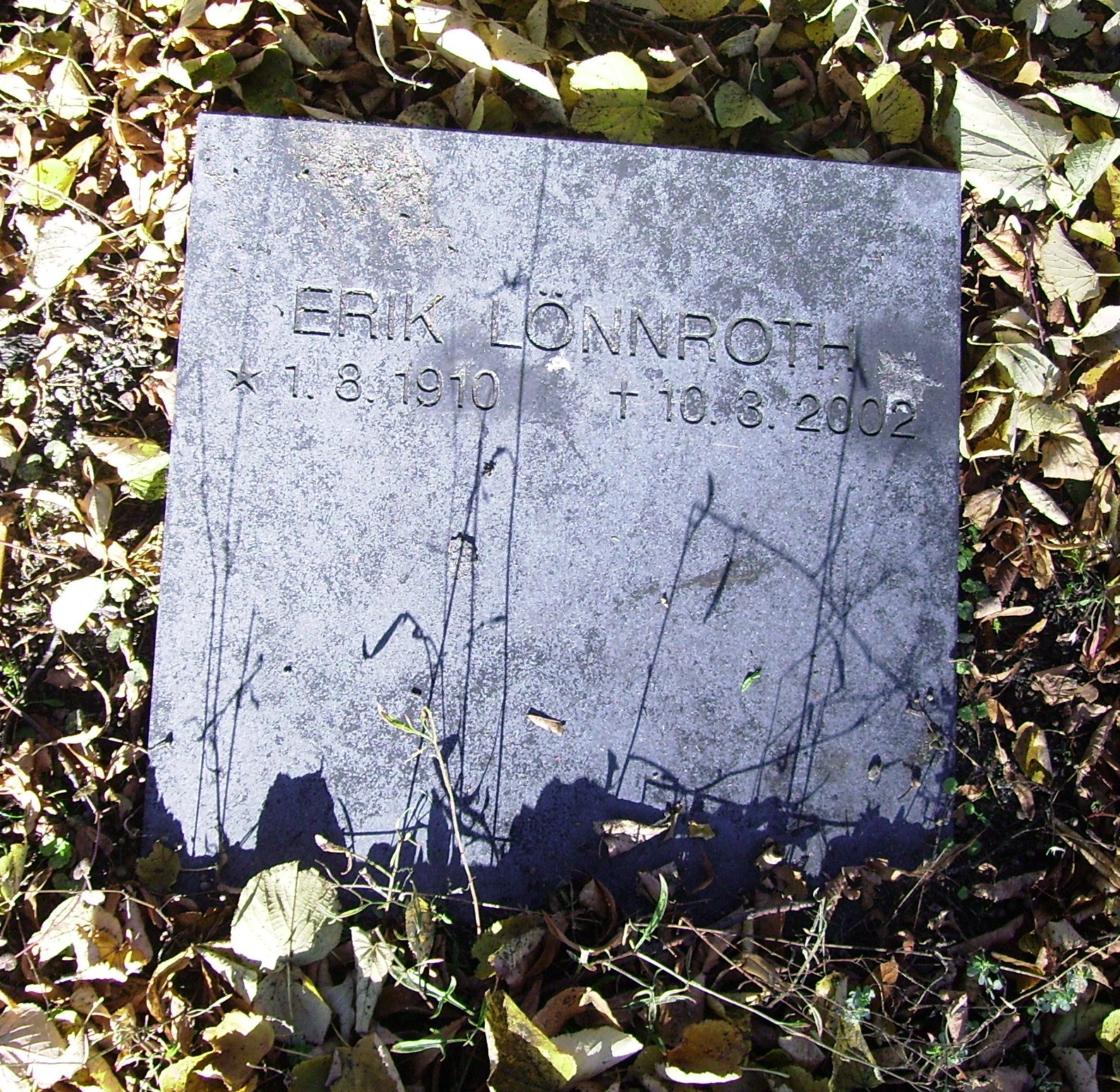
Erik Lönnroths grav på Östra kyrkogården i Göteborg.

Nils Erik Magnus Lönnroth, född 1 augusti 1910 i Göteborg, död 10 mars 2002 i Göteborg, var en svensk historiker och ledamot av Svenska Akademien från 1962 (stol nummer 10).

## Biografi
Erik Lönnroth var en av de mest betydelsefulla svenska historikerna under 1900-talet. Som historiker väckte han livet igenom både debatt och beundran för sitt sätt att utmana invanda tankemönster och omedvetna fördomar. Lönnroth gjorde betydelsefulla insatser inom flera historiska forskningsområden. Hans främsta och mest banbrytande insatser epokmässigt anses ligga inom fältet svensk medeltid.
Erik Lönnroth avlade studentexamen vid Högre latinläroverket i Göteborg 1928 och blev på hösten samma år inskriven som student vid Göteborgs högskola, där han blev filosofie kandidat 1929 och filosofie licentiat 1932. Han disputerade 1934 vid Göteborgs högskola på avhandlingen Sverige och Kalmarunionen 1397–1457. Lönnroth var professor i historia vid Uppsala universitet 1942–1953 samt vid Göteborgs universitet 1953–1977.
Lönnroth skrev flera stora och uppmärksammade verk om svensk medeltid, som Statsmakt och statsfinans i det medeltida Sverige (1940). Han publicerade även uppsatser i det mindre formatet. Några av hans mest kända artiklar finns utgivna i samlingsvolymen En annan uppfattning (1949). Lönnroth var verksam inom flera forskningsområden. Bland annat skrev han den femte, avslutande delen av Den svenska utrikespolitikens historia (1959). 1962 blev han ledamot av Svenska Akademien. Från slutet av 1960-talet ägnade han stort vetenskapligt intresse åt Gustav III och hans tid. Boken Den stora rollen. Kung Gustaf III spelad av honom själv (1986) blev en stor framgång och översattes till flera språk.
Bland hans offentliga uppdrag kan nämnas att han 1947 blev utsedd av regeringen att ingå i Sveriges Radios styrelse, där han 1967 efterträddes av Lars Gyllensten, och att han deltog som sakkunnig i flera statliga kommissioner. Han var en av de Aderton i Svenska Akademien, ledamot av Kungl. Vitterhets Historie och Antikvitets Akademien, Kungliga Vetenskapsakademien, Kungl. Samfundet för utgivande av handskrifter rörande Skandinaviens historia, Kungl. Vetenskaps- och Vitterhets-Samhället i Göteborg, Kungl. Humanistiska Vetenskapssamfundet i Uppsala och Kungl. Humanistiska Vetenskapssamfundet i Lund, samt hedersledamot av Vetenskapssocieteten i Lund (HedLVSL).
Han är begraven på Östra kyrkogården i Göteborg.

### Familj
Erik Lönnroth var son till Magnus Lönnroth, distriktssekreterare vid Statens Järnvägar (SJ) i Göteborg, och Gerda Lönnroth, född Kjellberg. Han var gift första gången 1934–1949 med Ebba Lönnroth, ogift Lagercrantz (1908–1980), som var dotter till bankdirektören Carl Lagercrantz. De fick barnen Lars Lönnroth, Johan Lönnroth, Ivar Lönnroth (född 1940), medicine doktor och docent, samt Louise Lönnroth som 1998–2011 var landsarkivarie (chef) vid Landsarkivet i Göteborg. Erik Lönnroth var andra gången gift från 1949 till sin död med Lisa Lönnroth, ogift Hybinette (1913–2013) som tidigare hade varit gift med konstnären Stig Åsberg. De fick tillsammans sonen Peter Lönnroth (född 1951), medicine doktor och docent.